# A.S.D. Progreditur Marcianise
Associazione Sportiva Dilettantistica Progreditur Marcianise (trước đây là Real Marcianise Calcio) là một câu lạc bộ bóng đá Ý, có trụ sở tại Marcianise, Campania.

## Lịch sử

### Thành lập
Câu lạc bộ được thành lập vào năm 1951 với tên U.S. Marcianise.

### Real Marcianise

#### Lega Pro Prima Divisione
Trong mùa giải thường niên Serie C2 2007-08, Real Marcianise Calcio, được đổi tên từ năm 2004, đứng thứ ba tại Girone C, và đủ điều kiện cho các trận playoff thăng hạng. Đội đã đánh bại Vigor Lamezia ở vị trí thứ tư trong trận bán kết, với tổng tỷ số 2-1 và sau đó đánh bại Celano ở vị trí thứ năm trong trận chung kết, 3-1 chung cuộc để giành quyền thăng hạng, được gọi là Lega Pro Prima Divisione mùa giải 2008-09.

#### Giải thể
Vào cuối mùa giải 2009-10 Lega Pro Prima Divisione, câu lạc bộ đã bị loại khỏi giải vô địch vì vấn đề tài chính và bị giải thể.

### ASD Marcianise
Một đội mới ASD Marcianise đứng thứ mười lăm trong bảng A của Promozione Campania và đã bị giải thể.

### Progreditur Marcianise

#### 2011-2012
Năm 2011 được thành lập một đội mới ASD Progreditur Marcianise được thành lập bởi sự hợp nhất giữa Vernall và Real Volturno di Alvignano, một đội Eccellenza. ASD Progreditur Marcianise kết thúc mùa giải ở giữa bảng (vị trí thứ 8).

#### 2012-2013
Trong mùa giải 2012-2013, đội đã giành chức vô địch Eccellenza Campania khi giành chiến thắng trước Serie D.

## Màu sắc và huy hiệu
Màu sắc của đội là vàng, đỏ và xanh lá cây.